# Tomiyamichthys lanceolatus
Tomiyamichthys lanceolatus är en fiskart som först beskrevs av Yanagisawa, 1978.  Tomiyamichthys lanceolatus ingår i släktet Tomiyamichthys och familjen smörbultsfiskar. Inga underarter finns listade i Catalogue of Life.